# Eduard Oswald

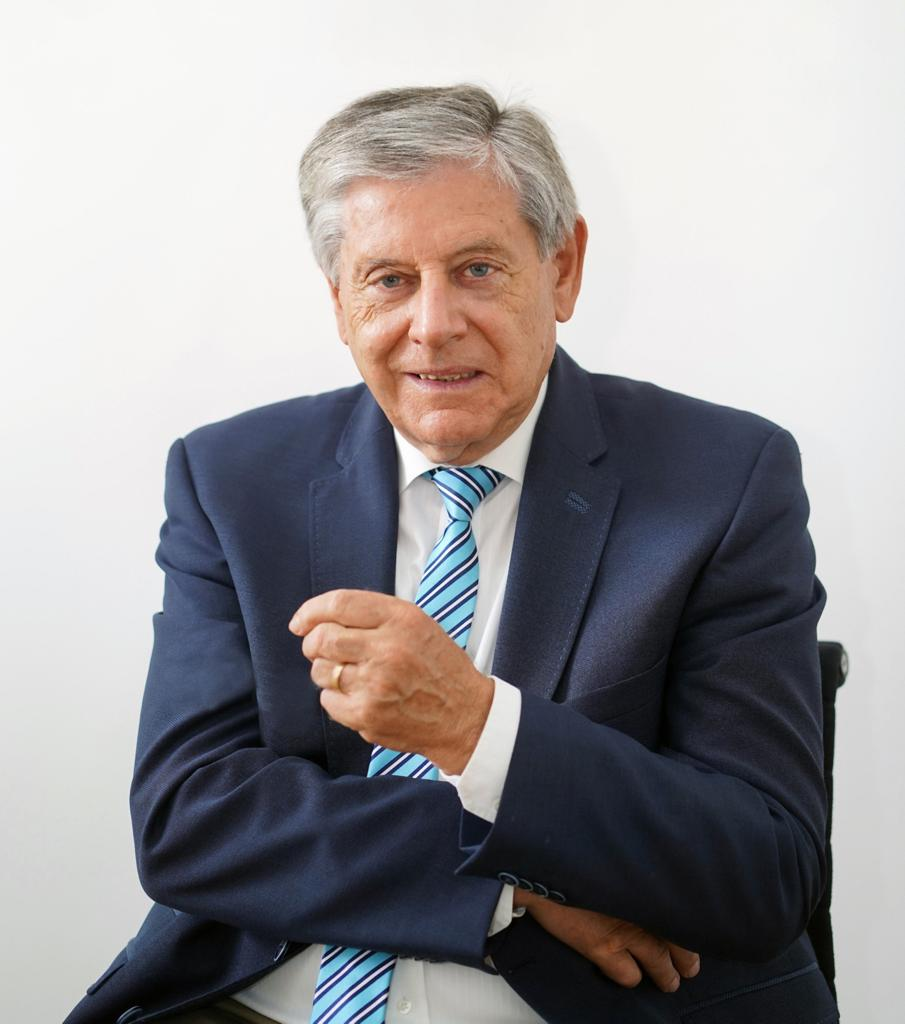
Eduard Oswald (2021)

Eduard Oswald (* 6. September 1947 in Augsburg) ist ein deutscher Politiker (CSU). Er war von 1987 bis 2013 Mitglied des Deutschen Bundestages und vom 23. März 2011 bis 22. Oktober 2013 Vizepräsident des Deutschen Bundestags. Im Jahr 1998 war er für einige Monate Bundesminister für Raumordnung, Bauwesen und Städtebau. 

## Leben und Beruf
Eduard Oswald wuchs in Leitershofen auf und machte nach dem Besuch der Wirtschaftsschule ab 1964 eine Ausbildung zum Einzelhandelskaufmann. Ab 1968 absolvierte er dann ein Studium der Betriebswirtschaftslehre in München, welches er 1971 als Diplom-Betriebswirt (FH) beendete. Dem schloss sich von 1971 bis 1974 ein Studium für das Lehramt an Grund- und Hauptschulen an. Von 1974 bis 1978 war er als Hauptschullehrer tätig.
Am 7. Juni 2016 übernahm Oswald die Präsidentschaft des Verkehrsinfrastrukturverbandes Pro Mobilität.
Eduard Oswald ist verheiratet, hat zwei Kinder und wohnt in Dinkelscherben bei Augsburg.

## Partei
Oswald trat 1966 in die CSU ein. Seit 1972 ist er Mitglied im CSU-Bezirksvorstand von Schwaben, ab 1989 als Stellvertretender Bezirksvorsitzender. Seit 2005 ist Eduard Oswald Ehrenkreisvorsitzender der CSU im Landkreis Augsburg.

## Abgeordneter

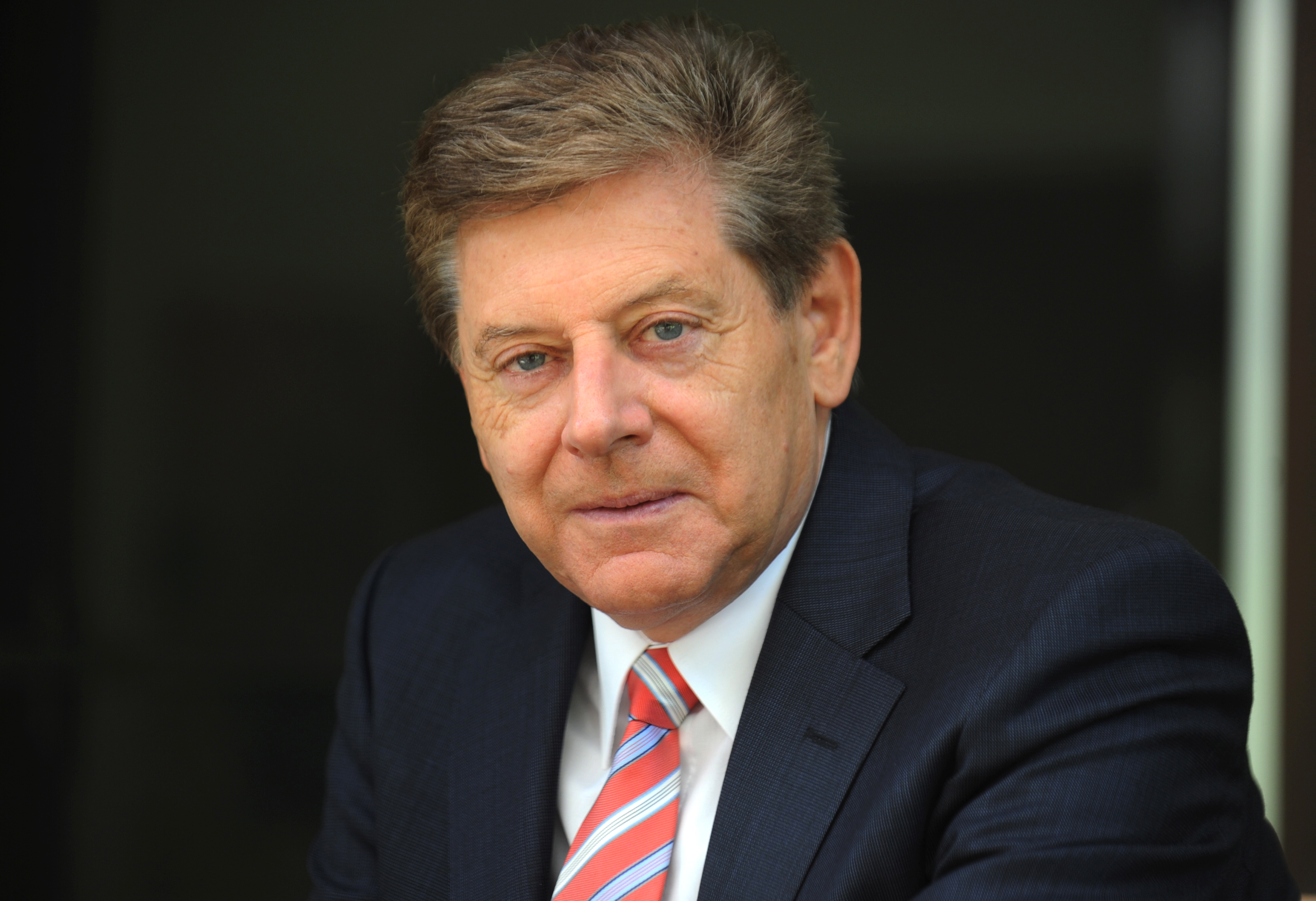
Eduard Oswald (2012)

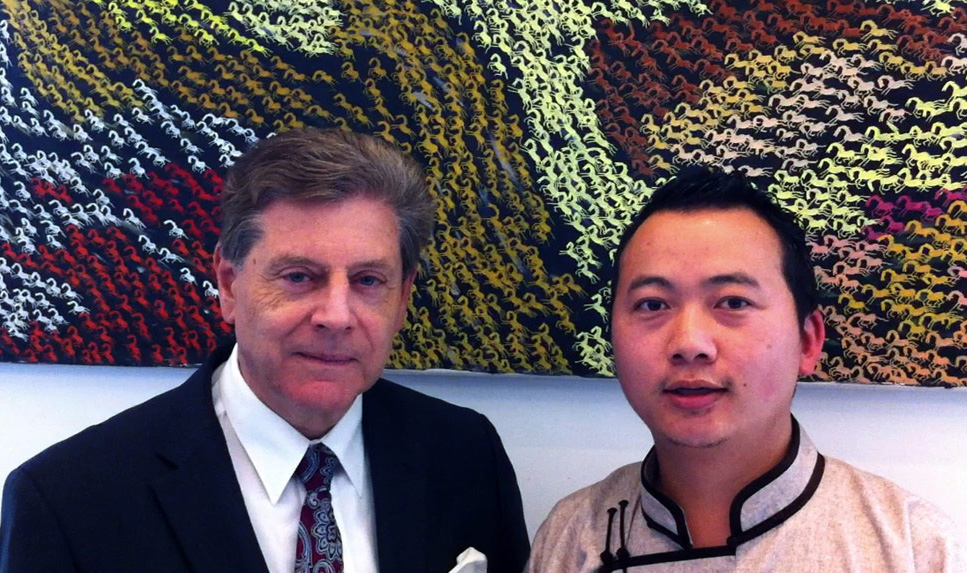
Oswald und der mongolische Künstler Otgonbayar Ershuu in Berlin (2012)

Oswald gehörte von 1972 bis 1998 dem Kreistag des Landkreises Augsburg und von 1978 bis 1986 dem Bayerischen Landtag an.
Von 1987 bis 2013 war Oswald Mitglied des Deutschen Bundestages. Hier war er von 1992 bis 1998 Parlamentarischer Geschäftsführer der CDU/CSU-Bundestagsfraktion. Von 1998 bis 2005 war er Vorsitzender des Bundestagsausschusses für Verkehr, Bau- und Wohnungswesen und von November 2005 bis 2009 des Finanzausschusses. Von November 2009 bis März 2011 war Oswald Vorsitzender des Bundestagsausschusses für Wirtschaft und Technologie. Am 23. März 2011 wurde Oswald mit 504 von 570 abgegebenen Stimmen zum Bundestagsvizepräsidenten gewählt. Er übte das Amt bis zu seinem Ausscheiden aus dem Parlament aus.
Eduard Oswald ist stets als direkt gewählter Abgeordneter des Wahlkreises Augsburg-Land in den Bundestag eingezogen. Zuletzt erreichte er bei der Bundestagswahl 2009 53,0 % der Erststimmen. Bei der Bundestagswahl 2013 trat er nicht mehr an.

## Mitgliedschaften
Oswald ist Mitglied der Europa-Union Parlamentariergruppe Deutscher Bundestag.

## Öffentliche Ämter
Am 14. Januar 1998 wurde er als Bundesminister für Raumordnung, Bauwesen und Städtebau in die von Bundeskanzler Helmut Kohl geführte Bundesregierung berufen. Nach der Bundestagswahl 1998 schied er schon am 26. Oktober 1998 aus der Regierung wieder aus.

## Kabinett
- Kabinett Kohl V